# Fast and Furious 8
Pour les articles homonymes, voir The Fast and the Furious.
Série Fast and Furious
Fast and Furious 7
(2015) Fast and Furious: Hobbs and Shaw
(2019)
Pour plus de détails, voir Fiche technique et Distribution.
Fast and Furious 8 (The Fate of the Furious), ou Le Destin des dangereux au Québec, est un film d'action américano-sino-japonais réalisé par F. Gary Gray, sorti en 2017.
Le film débute alors que Dom et Letty sont en lune de miel à Cuba, Brian et Mia se sont rangés et ont accueilli une petite fille, et le reste de l'équipe est disculpé. Cependant, une nouvelle menace pèse à présent sur le groupe : une femme, une mystérieuse et redoutable cyberterroriste connue sous le nom de Cipher, force Dom à la rejoindre sur le chemin de la criminalité. Pour mettre fin aux agissements de Cipher et de Dom, l'équipe est obligée de collaborer avec un ancien ennemi qu'ils ne voulaient plus croiser : Deckard Shaw.
Il est le 8e épisode de la franchise Fast and Furious et le premier depuis Fast and Furious: Tokyo Drift sans Paul Walker, mort pendant le tournage de Fast and Furious 7, ni Jordana Brewster. Après la mort de Paul Walker, le scénario du 7e épisode a totalement été réécrit afin de justifier l'absence des personnages Brian O'Connor (Paul Walker) et Mia Toretto (Jordana Brewster) dans la suite.
Le film connaît le meilleur démarrage de l'histoire du cinéma en rapportant plus de 531 millions de dollars de recettes mondiales lors de son premier week-end d'exploitation, avant que ce record ne soit battu en avril 2018 par Avengers: Infinity War. Le film effectue également le meilleur démarrage de l'année en France avec un total de 1 861 108 entrées pour sa première semaine d'exploitation et au total 2 725 216 entrées. Le film a rapporté 1,06 milliard de dollars de recettes au box-office mondial en seulement 18 jours et devient le 30e film de l'histoire à atteindre le seuil du milliard de dollars.

## Synopsis
Dom (Vin Diesel) et Letty (Michelle Rodríguez) sont en lune de miel à La Havane (Cuba) lorsqu'une inconnue, qui se révélera être Cipher (Charlize Theron), montre une vidéo à Dom qui va le convaincre de travailler pour elle. De son côté, Hobbs (Dwayne Johnson) est devenu, pour faire plaisir à sa fille, l'entraîneur de l'équipe de football où celle-ci joue. Hobbs accepte de diriger une mission à Berlin afin de récupérer une bombe IEM ; alors que l'objectif est atteint et que tout semble fini, Dom percute le véhicule de Hobbs afin de s'emparer de cette dernière et l'apporter à Cipher. Hobbs, envoyé en prison, y retrouve Deckard Shaw (Jason Statham), avec qui il s'évade avec l'aide de M. Personne (Kurt Russell) et de son nouvel adjoint, Eric (Scott Eastwood).
Réunis par M. Personne, Hobbs et la « famille » s'allient à contrecœur avec Shaw (dont Cipher est également une ennemie) afin de retrouver Dom et comprendre les raisons de sa trahison. En réalité, Cipher retient en otage son ex-petite-amie, Elena (Elsa Pataky), et leur fils dont il ignorait l'existence. Cipher, qui sait à quel point la famille est importante pour Dom, les a enlevées pour tenir ce dernier à sa merci.
Lors d'une course poursuite à New York, Dom est chargé de récupérer les codes nucléaires détenus par le Ministre de la Défense russe, en visite aux États-Unis. Pendant ce temps, Dom rencontre discrètement la mère des frères Shaw (Helen Mirren) afin de monter un plan contre Cipher, qui est la personne qui a entraîné Owen Shaw (Luke Evans) dans la criminalité. Cependant, Dom abat froidement Deckard, ce qu'observe Cipher sur ses écrans.
Cipher n'est pas satisfaite de la mission de Dom à New York : il n'a pas pu se résoudre à tuer Letty et l'a laissée partir avec les codes nucléaires, avant qu'elle ne soit finalement rattrapée par Rhodes (Kristofer Hivju), le bras droit de Cipher. En représailles, Elena est exécutée par Rhodes devant Dom, son fils étant pour l'instant épargné.
La traque se poursuit à Vladovin en Russie, dans une base navale secrète où un sous-marin SNLE est volé par Cipher, afin de faire chanter les gouvernements mondiaux à la guerre nucléaire. C'est au cours de cette mission que Dom révèle à Cipher le plan qu'il a fomenté pour sauver son fils et la piéger : pendant qu'il aidait Cipher à s'emparer du sous-marin nucléaire, Deckard, qui a en réalité survécu, et son frère Owen ont pris d'assaut l'avion de Cipher afin de reprendre le fils de Dom pour le ramener à son père sain et sauf. Dom peut alors tuer Rhodes, vengeant ainsi Elena. Dom rejoint ensuite la « famille » - qui est rassurée de le voir à nouveau de leur côté - et utilise le missile antinavire que Cipher lance contre lui par vengeance pour couler le sous-marin. Après avoir neutralisé tous les agents de Cipher dans l'avion, Deckard se retrouve face à face avec elle pour la tuer par esprit de vengeance, mais elle réussit à s'enfuir en sautant de l'avion en parachute.
À nouveau réunis, Dom et sa famille accueillent également Deckard pour le remercier d'avoir sauvé son fils, que Dom décide de prénommer Brian en hommage à son ami Brian O'Conner. Puis tout le monde se retrouve autour d'un repas où Dom s'apprête à dire le bénédicité.

## Fiche technique
- Titre original : The Fate of the Furious
- Titre français : Fast and Furious 8
- Titre québécois : Le Destin des dangereux
- Réalisation : F. Gary Gray
- Scénario : Chris Morgan, d'après les personnages créés par Gary Scott Thompson
- Musique : Brian Tyler
- Direction artistique : Andrew Max Cahn, Jonathan Carlos, Jay Pelissier, Aramís Balebona Recio, Brian Stultz et Desma Murphy
- Décors : Bill Brzeski
- Costumes : Sanja Milkovic Hays et Marlene Stewart
- Photographie : Stephen F. Windon
- Son : Jason Chiodo, Frank A. Montaño, Seva Solntsev, Jon Taylor
- Montage : Christian Wagner et Paul Rubell
- Production : Vin Diesel, Michael Fottrell, Chris Morgan et Neal H. Moritz
  - Production exécutive : Ricardo Del Río (Cuba) et Finni Johannsson (Islande)
  - Production déléguée : Amanda Lewis et Samantha Vincent
  - Production associée : Sharon Lopez
  - Coproduction : Cliff Lanning
- Sociétés de production[2] :
  - États-Unis : Original Film et One Race Films, avec la participation de Universal Pictures
  - Japon : en association avec Dentsu et Fuji Eight Company Ltd.
  - Chine : en association avec China Film Group Corporation
- Sociétés de distribution :
  - États-Unis : Universal Pictures
  - Japon : Toho-Towa
  - France, Belgique : Universal Pictures International
- Budget : 250 millions de $[3]
- Pays de production :  États-Unis,  Chine,  Japon
- Langue originale : anglais (et quelques répliques en espagnol et russe)
- Format[4] : couleur - D-Cinema - 2,39:1 (Cinémascope)
  - Son Dolby Digital | Dolby Surround 7.1 | Dolby Atmos | DTS (DTS: X) | SDDS | Sonics-DDP (IMAX version)
  - Son Auro 11.1 | IMAX 6-Track | IMAX 12-Track
- Genres : action, aventure, policier, thriller
- Durée : 136 minutes / 148 minutes (version longue director's cut)
- Dates de sortie[5] :
  - France, Belgique, Suisse romande[6] : 12 avril 2017
  - États-Unis, Chine, Canada, Québec[7] : 14 avril 2017
  - Japon : 28 avril 2017
- Classification[8] :
  - États-Unis : accord parental recommandé, film déconseillé aux moins de 13 ans (PG-13 - Parents Strongly Cautioned)[Note 2]
  - Japon : tous publics - pas de restriction d'âge (Eirin - G)
  - France : tous publics avec avertissement[9]

## Distribution
- Vin Diesel (VF : Frédéric van den Driessche ; VQ : Thiéry Dubé) : Dominic « Dom » Toretto
- Dwayne Johnson (VF : David Krüger ; VQ : Benoit Rousseau) : Luke Hobbs
- Jason Statham (VF : Boris Rehlinger ; VQ : Sylvain Hétu) : Deckard Shaw
- Michelle Rodríguez (VF : Laëtitia Lefebvre ; VQ : Camille Cyr-Desmarais) : Leticia « Letty » Ortiz Toretto
- Tyrese Gibson (VF : Bruno Henry ; VQ : Patrick Chouinard) : Roman Pearce
- Ludacris (VF : Jean-Baptiste Anoumon ; VQ : Martin Desgagné) : Tej Parker
- Scott Eastwood (VF : Benjamin Gasquet ; VQ : Nicolas Charbonneaux-Collombet) : Eric Reisner / Petit Personne
- Nathalie Emmanuel (VF : Victoria Grosbois ; VQ : Aurélie Morgane) : Megan Ramsey
- Elsa Pataky (VF : Dorothée Pousséo ; VQ : Ariane-Li Simard-Côté) : Elena Neves
- Kurt Russell (VF : Philippe Vincent ; VQ : Jean-Luc Montminy) : Frank Petty / M. Personne
- Charlize Theron (VF : Sophie Broustal ; VQ : Mélanie Laberge) : Cipher
- Tego Calderón : Tego Leo
- Don Omar : Rico Santos
- Luke Evans (VF : Raphaël Cohen ; VQ : Louis-Philippe Dandenault) : Owen Shaw
- Kristofer Hivju (VF : Cyrille Monge ; VQ : Jean-Jacques Lamothe) : Connor Rhodes
- Janmarco Santiago (VF : Hugo Brunswick ; VQ : Kevin Houle) : Fernando Toretto
- Patrick St. Esprit (VF : Pascal Germain ; VQ : Jacques Lavallée) : Allen
- Helen Mirren (VF : Béatrice Delfe ; VQ : Claudine Chatel) : Magdalene Shaw
- Celestino Cornielle (VF : Enrique Carballido ; VQ : Manuel Tadros) : Raldo
- Paul Walker : Brian O'Conner (caméo photographique dans la bande-annonce)
- Jordana Brewster : Mia Toretto (caméo photographique dans la bande-annonce)

 Source et légende : version française (VF) sur RS Doublage et Symphonia Films ; version québécoise (VQ) sur Doublage Québec

Photos des acteurs
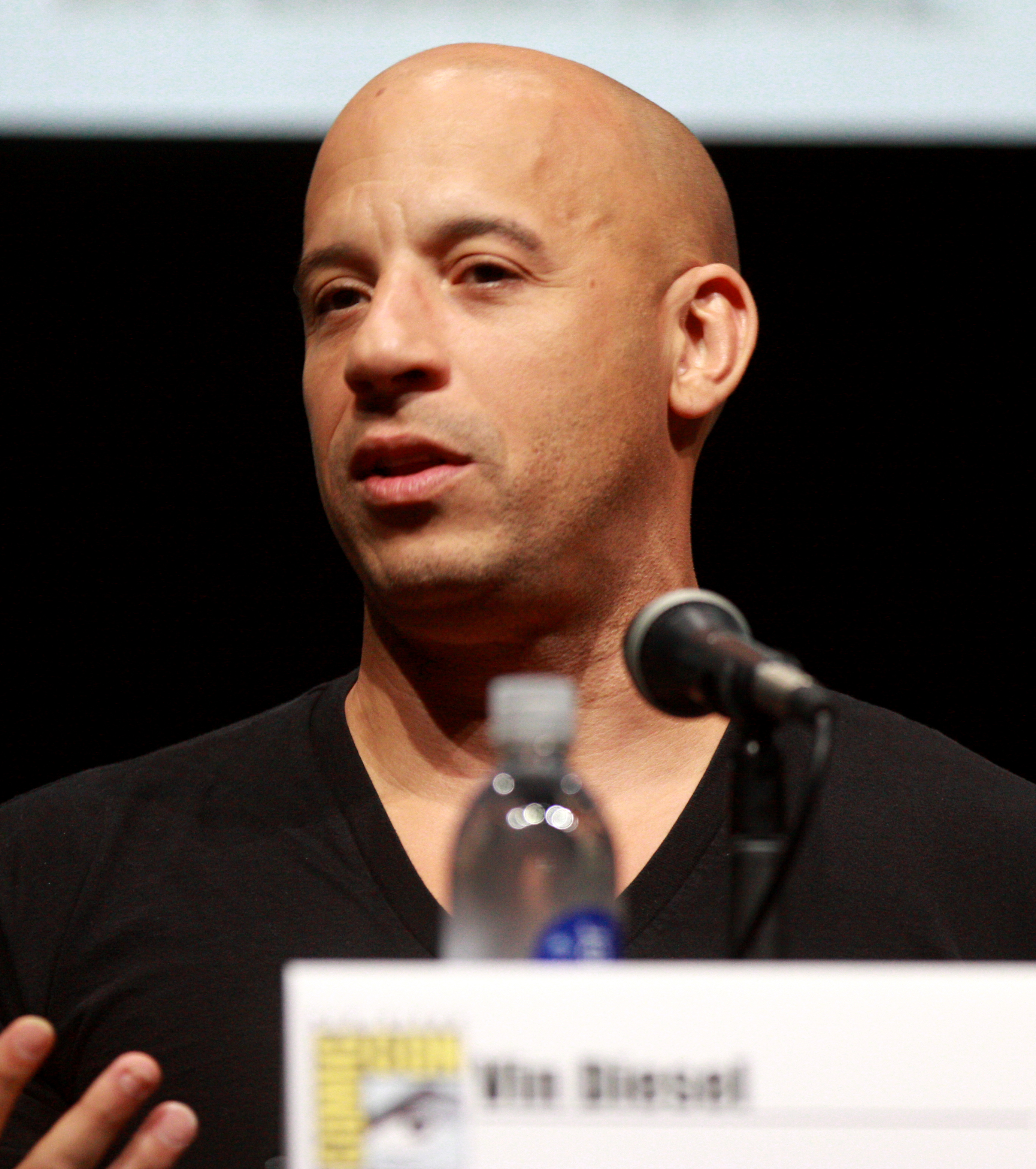
Vin Diesel
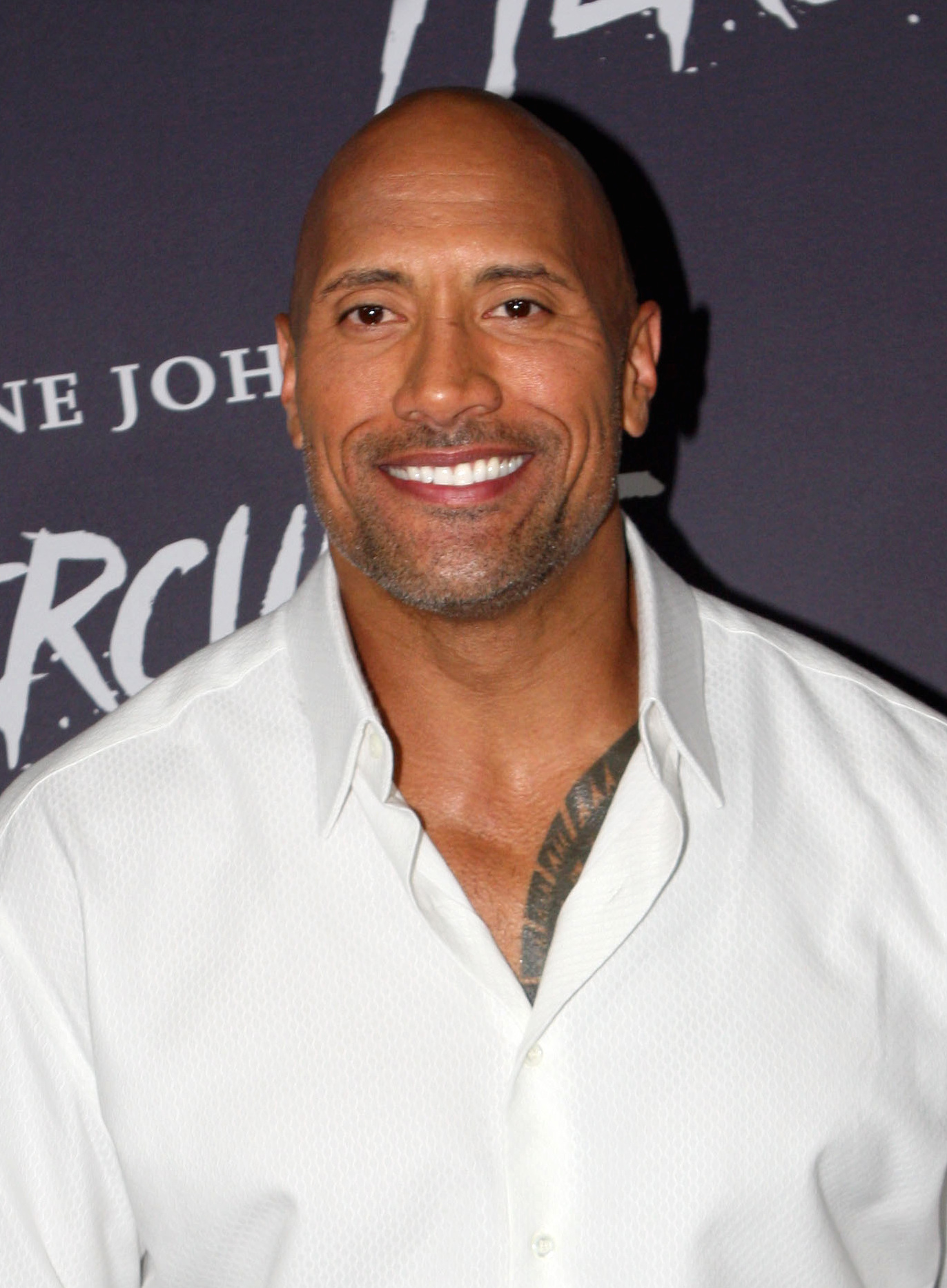
Dwayne Johnson
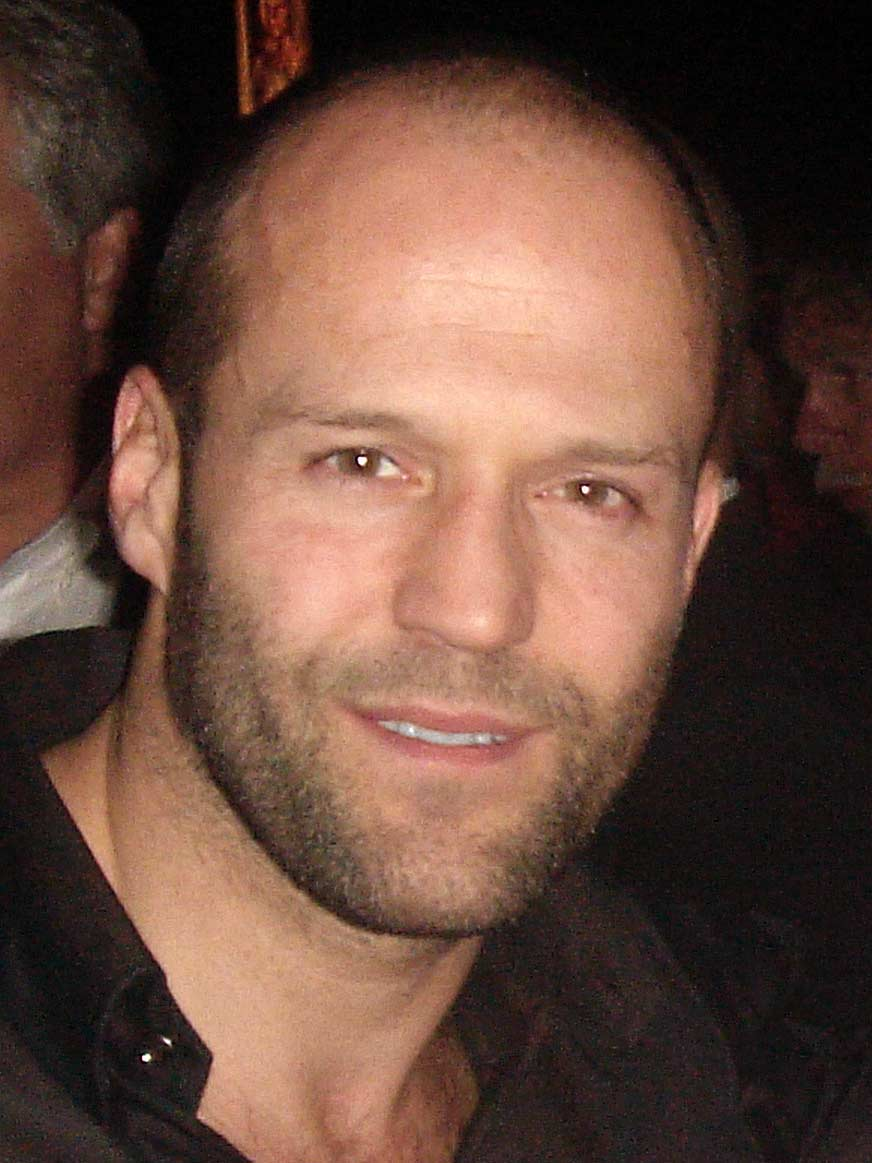
Jason Statham
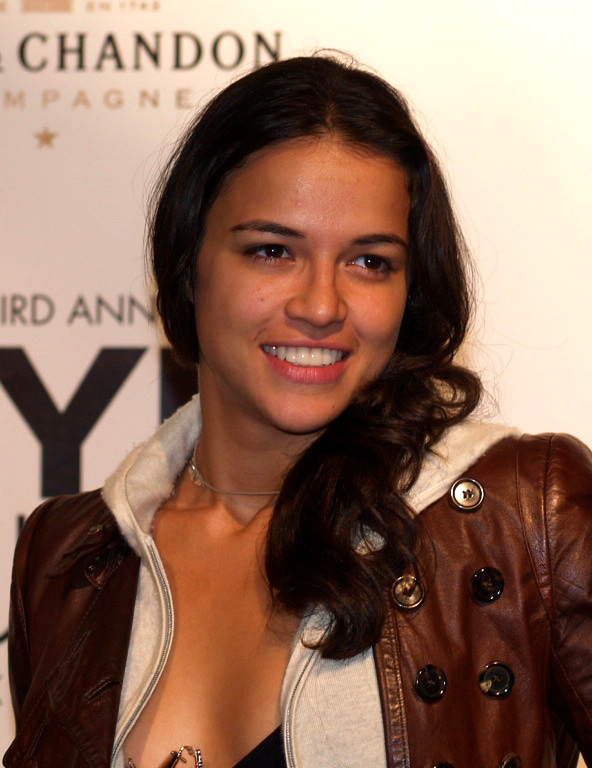
Michelle Rodríguez
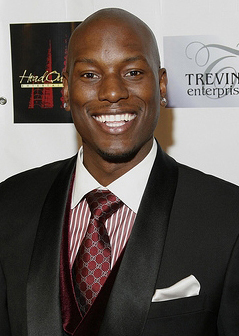
Tyrese Gibson
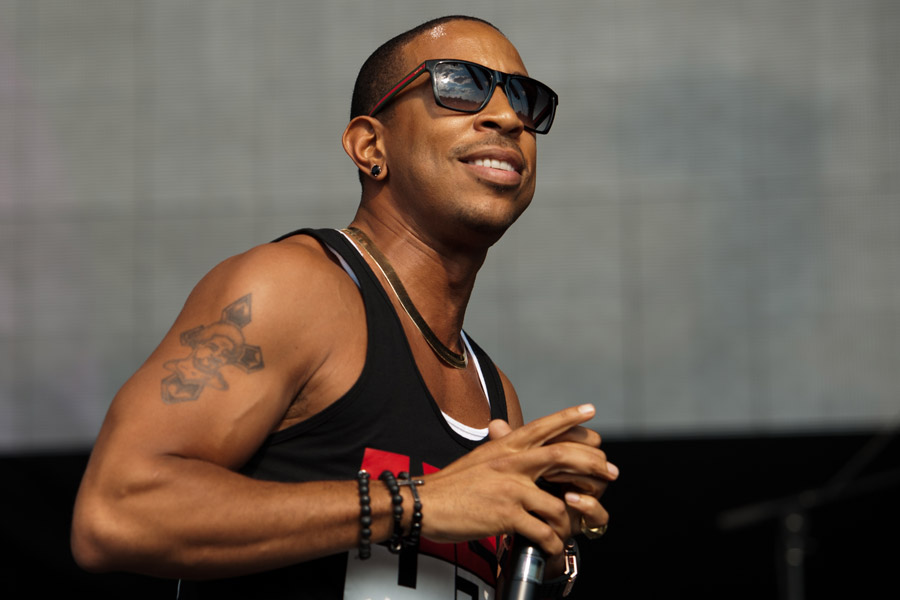
Ludacris
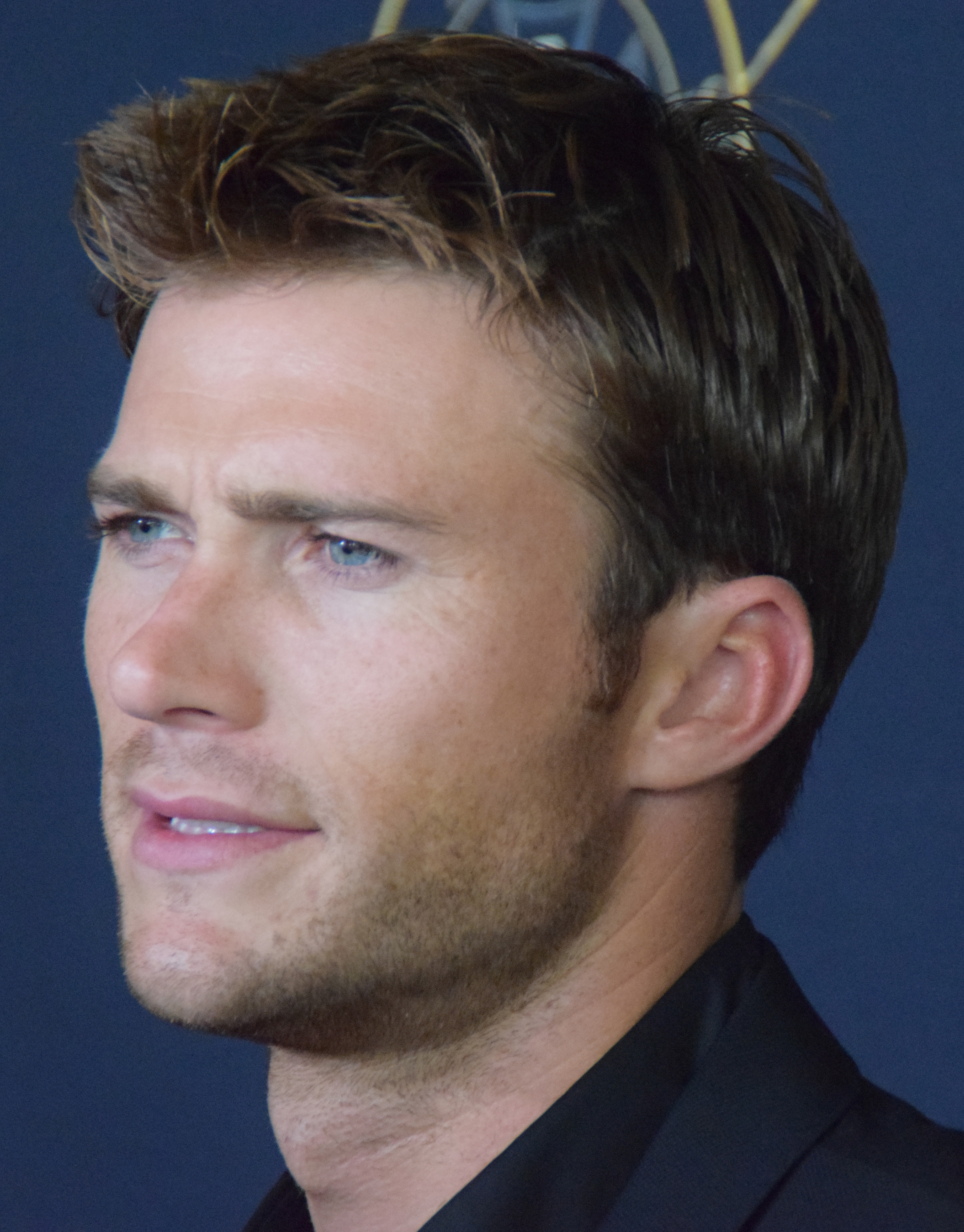
Scott Eastwood
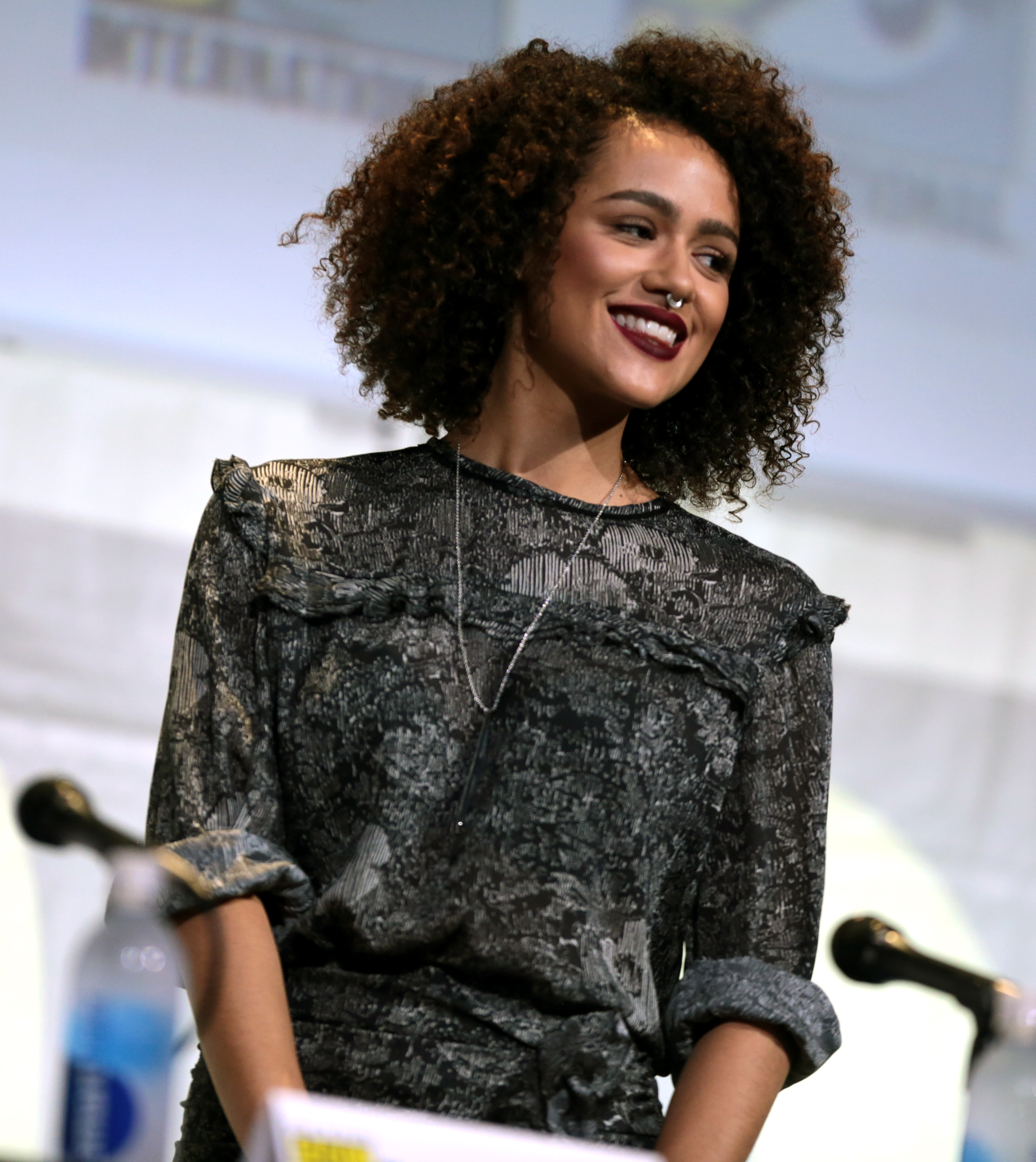
Nathalie Emmanuel
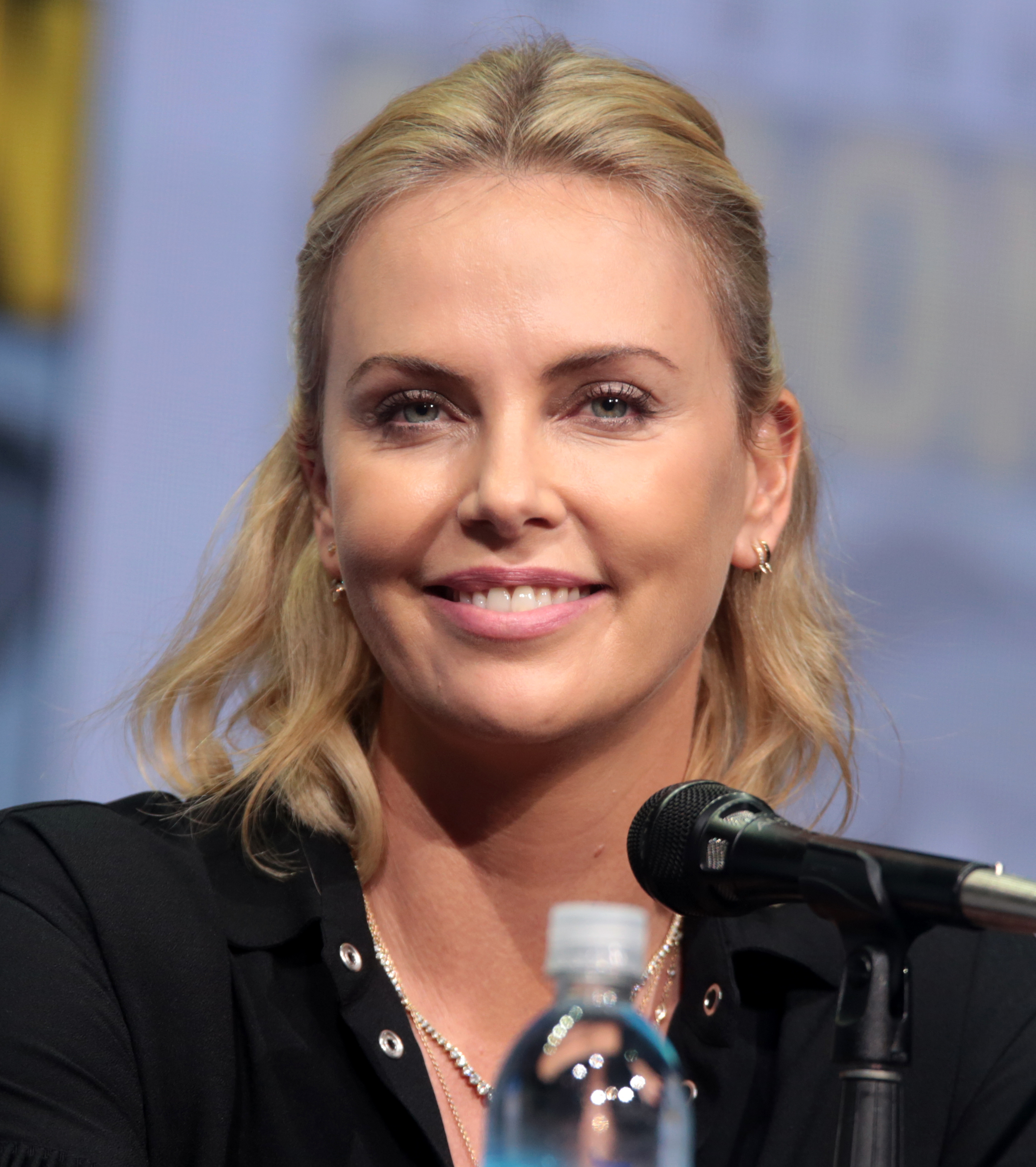
Charlize Theron

## Production

### Genèse et développement
En septembre 2013, alors que le septième volet est en plein tournage, deux autres nouveaux films sont annoncés. La production de Fast and Furious 7 est marquée par le décès de Paul Walker, qui stoppe pendant quelques mois le tournage. Le 8e film est ensuite confirmé. En avril 2015, sa sortie est annoncée pour avril 2017. Il est annoncé par ailleurs qu'un neuvième et dixième films sont prévus. Vin Diesel déclare ensuite qu'il souhaite que Rob Cohen, réalisateur du premier film, revienne pour ce huitième opus. C'est finalement F. Gary Gray qui est confirmé à la réalisation en octobre 2015. Après Rob Cohen (Fast and Furious), John Singleton (2 Fast 2 Furious), Justin Lin (Tokyo Drift, Fast and Furious 4, Fast and Furious 5 et Fast and Furious 6) et James Wan (Fast and Furious 7), il est le 5e réalisateur a rejoindre la saga automobile. Il a notamment réalisé Braquage à l'italienne (avec Jason Statham et Charlize Theron), Un homme à part (avec Vin Diesel) et NWA: Straight Outta Compton.

### Attribution des rôles
Fast and Furious 8 accueille deux nouvelles actrices : Charlize Theron, dans le rôle de la nouvelle méchante Cipher, et Helen Mirren dans un rôle surprise (cette dernière a longtemps déclaré vouloir obtenir un rôle dans la saga y compris incarner la mère de Toretto, mais finalement, elle joue la mère des frères Owen et Deckard Shaw). À noter que la première campait l'un des deux rôles principaux de Mad Max: Fury Road, un film où il est grandement question de vitesse et de bolides.
L'acteur norvégien Kristofer Hivju, qui campe le redoutable guerrier Tormund Giantsbane dans Game of Thrones, a été engagé pour incarner l'un des méchants du film. Il n'est pas le seul de la célèbre série à jouer dans le film puisque Nathalie Emmanuel, déjà apparue dans Fast and Furious 7, est aussi présente.
Lucas Black, qui a incarné le personnage de Sean Boswell dans Fast and Furious: Tokyo Drift et Fast and Furious 7, aurait pu reprendre son rôle dans ce huitième volet de la saga. Mais il a dû refuser pour conflit d'emploi du temps.

### Tournage
Le tournage débute le 14 mars 2016 à Mývatn en Islande,. Un cheval est grièvement blessé sur le plateau et sera ensuite euthanasié.
En avril 2016, le tournage se poursuit à La Havane à Cuba. C'est le premier film américain tourné sur le sol cubain depuis la réouverture des relations entre Cuba et les États-Unis.
Le tournage a également lieu à Cleveland, New York, Atlanta.
Le 24 janvier 2017, alors que le tournage était terminé, une partie de l'équipe est rappelée pour des reshoots de quelques scènes supplémentaires.

## Bande originale

### The Album
Bandes originales de Fast and Furious
Fast and Furious 7
(2015) Hobbs and Shaw
(2019)
The Fate of the Furious: The Album est un album contenant des chansons hip-hop, électro et rap. L'album est notamment porté par les singles Go Off, Hey Ma, Good Life et Gang Up et Horses.
| Liste des titres | Liste des titres                                                       | Liste des titres                                                 | Liste des titres | Liste des titres | Liste des titres | Liste des titres | Liste des titres | Liste des titres | Liste des titres |
| No               | Titre                                                                  | Producteurs                                                      | Durée            |                  |                  |                  |                  |                  |                  |
| ---------------- | ---------------------------------------------------------------------- | ---------------------------------------------------------------- | ---------------- | ---------------- | ---------------- | ---------------- | ---------------- | ---------------- | ---------------- |
| 1.               | Gang Up (Young Thug, 2 Chainz, Wiz Khalifa & PnB Rock)                 | - Invincible - The Agency                                        | 3:51             |                  |                  |                  |                  |                  |                  |
| 2.               | Go Off (Lil Uzi Vert, Quavo & Travis Scott)                            | - The Featherstones - Murda Beatz - Isaac                        | 3:37             |                  |                  |                  |                  |                  |                  |
| 3.               | Good Life (G-Eazy & Kehlani)                                           | - DJ Frank E - Ben Billions - DJ Infamous - Evigan - Danny Majic | 3:45             |                  |                  |                  |                  |                  |                  |
| 4.               | Horses (PnB Rock, Kodak Black & A Boogie wit da Hoodie)                | DJ Chose                                                         | 4:09             |                  |                  |                  |                  |                  |                  |
| 5.               | Seize the Block (Migos)                                                | 30 Roc                                                           | 3:59             |                  |                  |                  |                  |                  |                  |
| 6.               | Murder (Remix) (YoungBoy Never Broke Again featuring 21 Savage)        | DJ Swift                                                         | 3:20             |                  |                  |                  |                  |                  |                  |
| 7.               | Speakerbox (F8 Remix) (Bassnectar featuring Ohana Bam & Lafa Taylor)   | Bassnectar                                                       | 3:08             |                  |                  |                  |                  |                  |                  |
| 8.               | Candy Paint (Post Malone)                                              | - Post Malone - Bell                                             | 3:49             |                  |                  |                  |                  |                  |                  |
| 9.               | 911 (Kevin Gates)                                                      | - Sevn Thomas - Frank Dukes - Gian Stone                         | 3:12             |                  |                  |                  |                  |                  |                  |
| 10.              | Mamacita (Lil Yachty featuring Rico Nasty)                             | Invincible                                                       | 3:22             |                  |                  |                  |                  |                  |                  |
| 11.              | Don't Get Much Better (Jeremih, Ty Dolla Sign & Sage the Gemini)       | - Ricky Reed - Axident - Gladius - DZ                            | 4:25             |                  |                  |                  |                  |                  |                  |
| 12.              | Hey Ma (Spanish Version) (Pitbull & J Balvin featuring Camila Cabello) | - Sermstyle - Al Burna - T-Collar - Pip Kembo - Rolo - Yukon     | 3:14             |                  |                  |                  |                  |                  |                  |
| 13.              | La Habana (Pinto "Wahin" & DJ Ricky Luna featuring El Taiger)          | - DJ Ricky Luna - Wahin                                          | 2:44             |                  |                  |                  |                  |                  |                  |
| 14.              | Hey Ma (J Balvin & Pitbull featuring Camila Cabello)                   | - Sermstyle - T-Collar - Kembo - Yukon                           | 3:15             |                  |                  |                  |                  |                  |                  |
| 49:50            |                                                                        |                                                                  |                  |                  |                  |                  |                  |                  |                  |

### Score
Albums de Brian Tyler
Power Rangers
(2017)
L'album regroupant la musique originale de Brian Tyler est commercialisé en CD par Back Lot Music.
| No  | Titre                   | Durée |
| --- | ----------------------- | ----- |
| 1.  | The Fate of the Furious | 3:34  |
| 2.  | Cipher                  | 2:08  |
| 3.  | Zombie Time             | 6:00  |
| 4.  | Reunited                | 2:44  |
| 5.  | Confluence              | 1:28  |
| 6.  | Affirmation             | 2:34  |
| 7.  | The Toy Shop            | 1:23  |
| 8.  | Hoodwinked              | 3:01  |
| 9.  | Incentive               | 3:44  |
| 10. | Harpooned               | 4:27  |
| 11. | Simple Solutions        | 2:29  |
| 12. | Asking the Question     | 1:28  |
| 13. | The Cuban Mile          | 3:34  |
| 14. | Facing the Crocodile    | 3:20  |
| 15. | Cargo Breach            | 4:14  |
| 16. | Mutual Interest         | 1:58  |
| 17. | Wrecking Ball           | 3:01  |
| 18. | Taking Control          | 2:12  |
| 19. | Consequences            | 2:57  |
| 20. | Nobody's Intel          | 1:37  |
| 21. | Outflanked              | 3:42  |
| 22. | Welcome to the Club     | 2:03  |
| 23. | Roman                   | 2:19  |
| 24. | Davidaniya              | 2:01  |
| 25. | Concussion Grenade      | 1:00  |
| 26. | Rogue                   | 2:38  |
| 27. | Dead in the Eye         | 3:06  |
| 28. | The Return              | 1:56  |

## Accueil

### Accueil critique
Sur Rotten Tomatoes, le film a reçu une note d'approbation de 65 % basée sur 167 critiques, avec une moyenne de 6⁄10. Le consensus critique du site a écrit : « Fast and Furious 8 ouvre une nouveau chapitre dans la franchise, alimenté par la même infectieuse coulée chimique et l'action théâtrale que les fans attendent. » Sur Metacritic, qui lui attribue une note normalisée, le film reçoit une note de 56⁄100, fondée sur 43 critiques « mitigées ou moyennes ». Sur Allociné, la presse a donné au film une note de 3.9⁄5, d'après 150 critiques.

### Box-office
Lors de sa première journée, le film a récolté 45 631 000 $ de recettes aux États-Unis et 240 431 000 $ de recettes mondiales. Dans le monde, Fast and Furious 8 réalise le meilleur démarrage de l'histoire du cinéma avec plus de 531 millions de dollars de recettes pour son premier week-end d'exploitation,. (Il sera dépassé en avril 2018 par Avengers: Infinity War qui effectura un démarrage mondial à 630 millions de dollars.) Fast and Furious 8 réalise également le deuxième meilleur démarrage de l'histoire de la franchise aux États-Unis derrière Fast and Furious 7 avec plus de 98 millions de dollars de recettes pour son premier week-end d'exploitation. Le week-end suivant, le film reste à la première place du box-office américain pour le deuxième week-end consécutif en cumulant 38 millions de dollars pour un total 163 millions de dollars de recettes. Le week-end suivant, il reste une fois de plus en tête du box-office américain pour le troisième week-end consécutif avec un cumul de 19 millions de dollars pour un total de 192 millions de dollars de recettes.
Le 30 avril 2017, le film bat un nouveau record en dépassant 1 milliard de dollars de recettes mondiales en seulement 18 jours d'exploitation et devient donc le 30e film de l'histoire du cinéma à dépasser le seuil du milliard de dollars,. Fast and Furious 8 est actuellement le 13e plus gros succès du box-office mondial. Le termine son exploitation le 13 juillet 2017 avec un total de 225 764 765 $ en Amérique du Nord et un total de 1 235 761 498 $ de recettes mondiales.
En France, le film a fait 312 235 entrées lors de son premier jour d'exploitation. Le film réalise le meilleur démarrage de l'année 2017 en France avec un total de 1 861 108 entrées pour sa première semaine d'exploitation. La semaine suivante, le film restera en tête du box-office français pour la deuxième semaine consécutive mais avec une forte chute de sa fréquentation, en effet, le film n'a cumulé que 864 108 entrées pour un total de 2 725 216 entrées. La semaine suivante, il est battu par Les Gardiens de la Galaxie Vol. 2 et descend donc à la deuxième place du classement de la semaine. Il est actuellement à la quatrième place du box-office français de l'année 2017 derrière Raid dingue de Dany Boon, Moi, moche et méchant 3 de Kyle Balda et Pierre Coffin et Baby Boss de Tom McGrath.
En Chine, le film a réalisé le meilleur démarrage de tous les temps en rapportant 184 millions de dollars pour son premier week-end d'exploitation, les thèmes centraux du film - exotisme, héroïsme et voitures de sport - étant plébiscités par les jeunes spectateurs chinois.
| Pays ou région    | Box-office        | Date d'arrêt du box-office | Nombre de semaines |
| ----------------- | ----------------- | -------------------------- | ------------------ |
| États-Unis Canada | 226 008 385 $     | 10 août 2017               | 17                 |
| France            | 3 838 447 entrées | 25 juin 2017               | 11                 |
| Chine             | 392 807 017 $     | 11 juin 2017               | 9                  |
| Royaume-Uni       | 37 539 469 $      | 18 juin 2017               | 10                 |
| Japon             | 35 613 959 $      | 18 juin 2017               | 8                  |
| Russie            | 28 845 239 $      | 11 juin 2017               | 9                  |
| Total mondial     | 1 236 005 118 $   | 10 août 2017               | 17                 |

## Distinctions
Entre 2017 et 2018, Fast and Furious 8 a été sélectionné 14 fois dans diverses catégories et a remporté 2 récompenses.

### Récompenses
- MTV Movie & TV Awards 2017 :
  - Prix de la génération MTV décerné à La franchise Fast and the Furious,
  - Prix MTV Film + TV de la Meilleure scène d'action.

### Nominations
- Association professionnelle d'Hollywood (Hollywood Post Alliance / Hollywood Professional Association) 2017 :
  - Meilleur son - Long métrage pour Peter Brown, Mark P. Stoeckinger, Paul Aulicino, Stephen P. Robinson,

Bobbi Banks et Formosa Group.
- Prix de la bande-annonce d'or 2017 : Meilleur spot TV de film d'action pour Universal Pictures et AV Squad.
- Prix IGN du cinéma d'été (IGN Summer Movie Awards) 2017 : Meilleur film d'action.
- Prix du jeune public 2017 :
  - Meilleur film d'action pour Universal Pictures,
  - Meilleur acteur dans un film d'action pour Vin Diesel,
  - Meilleur acteur dans un film d'action pour Dwayne Johnson,
  - Meilleure actrice dans un film d'action pour Michelle Rodriguez,
  - Meilleur vilain pour Charlize Theron.
- Académie des films de science-fiction, fantastique et d'horreur - Prix Saturn 2018 :
  - Meilleur film d'action ou d'aventure,
  - Meilleur montage pour Christian Wagner et Paul Rubell.
- Taurus - Prix mondiaux des cascades 2018 :
  - Meilleure cascade automobile pour Henry Kingi, Debbie Evans, Steve Kelso, Henry Kingi Jr. et James A. Smith,
  - Meilleure cascade automobile pour Jack Gill, Henry Kingi Jr., Jalil Jay Lynch, Denney Pierce et Justin Sundquist.

## Autour du film

### Jeux
- La Dodge Ice Charger conduite par Dom Toretto à la base militaire secrète en Russie est disponible en tant que contenu additionnel payant dans le jeu Rocket League.

## Suites
En attendant les suites de la saga, Fast and Furious: Hobbs and Shaw réalisé par David Leitch, dont la sortie est prévue pour le 7 août 2019 en France. Une série dérivée (comme dans Fast and Furious: Tokyo Drift).
Fast and Furious 9, initialement prévu en mai 2020, voit sa sortie décalée d'un an (en avril 2021) a cause de la Pandémie de Covid-19.